# Frades (kommun i Spanien)
Frades är en kommun i Spanien.  Den ligger i provinsen A Coruña i den autonoma regionen Galicien i nordvästra delen av landet, 500 km väster om huvudstaden Madrid. Antalet invånare är 2 163 (2024). Arean är 81,56 kvadratkilometer. Frades gränsar till Ordes, Mesía, Boimorto, Arzúa, O Pino och Oroso. 